# Ib (fiume)
Il fiume Ib è un affluente del Mahanadi, che nasce nel distretto di Raigarh, nello Stato indiano del Chhattisgarh. Dopo un percorso di 252 km sfocia nel fiume Mahanadi presso la diga di Hirakud, a 15 km dalla città di Sambalpur.